# Cephalozia
Cephalozia là một chi rêu trong họ Cephaloziaceae.